# Al Dhaher (huyện)
Huyện Al Dhaher là một huyện thuộc tỉnh Sa`dah, Yemen. Đến thời điểm năm 2003, huyện này có dân số 22394 người